# Murphy Point (hrabstwo Pictou)
Murphy Point – przylądek (point) w kanadyjskiej prowincji Nowa Szkocja, w hrabstwie Pictou (45°45′37″N, 63°04′16″W), wysunięty w zatokę John Bay, na jej wschodnim brzegu; nazwa urzędowo zatwierdzona 6 maja 1947.